# La Molina (estación de esquí)
La Molina es una estación de esquí del Pirineo catalán. Está situada en el municipio de Alp, comarca de la Baja Cerdaña, provincia de Gerona, España.

## Descripción
La estación, situada en la Sierra del Cadí, tiene tres accesos por carretera:
- Carretera GI-400 desde la "Collada de Tosas" en la N-260 o desde Castellar de Nuch en la BV-4031.
- También por la GI-400 o por la GIV-4082 desde el municipio de Das y el túnel del Cadí en la C-16.
- Se puede llegar al Coll de Pal por la carretera BV-4024 desde Bagá en la C-16.

Además de los accesos por carretera cuenta con acceso mediante ferrocarril, en la línea de cercanías Hospitalet de Llobregat-Puigcerdá.
Las instalaciones de la estación de esquí se desarrollan ocupando las laderas norte y este de la montaña de la Tosa d'Alp (2537 m) y norte, este y oeste del Puigllançada (2410 m)
El dominio esquiable de esta estación es de 71 km repartidos en 66 pistas. También dispone de un gran snowpark y del medio-tubo de mayores dimensiones en el Pirineo.
La Molina se encuentra junto a Masella, que es otra de las más emblemáticas estaciones de esquí del Pirineo, con la que incluso llega a compartir alguna pista (Dues estacions). Esta proximidad facilita que desde hace unos años ambas estaciones tengan un acuerdo para la venta de un forfait conjunto llamado Alp 2500, que da acceso a las dos estaciones, ambas estaciones sumas más de 145 km esquiables, el tercer dominio esquiable más grande de España.

## Servicios
La estación cuenta con varias áreas, provistas de diferentes servicios y/o actividades.
- Pista Llarga (1700 m), acceso por carretera, aparcamiento, autobús, taxi, consigna, venta forfaits, alquiler equipos, cafetería, restaurante, tiendas.
- Fontcanaleta (1700 m), acceso por carretera, aparcamiento, autobús, taxi, venta forfaits, alquiler equipos, cafetería, restaurante, tiendas.
- Telecabina (1667 m), acceso por carretera, aparcamiento, autobús, taxi, consigna, venta forfaits, alquiler equipos, cafetería, restaurante, pícnic, información, centro médico, tiendas.
- Roc Blanc (1750 m), acceso por carretera, aparcamiento, venta forfaits, cafetería, aseos.
- Alabau (1825 m), acceso por carretera, aparcamiento, venta forfaits, cafetería, aseos.
- Coll de Pal (2100 m), acceso por carretera, aparcamiento, venta forfaits, cafetería, aseos.
- Costa Rasa (2050 m), cafetería, restaurante, SOS, aseos.
- Niu de l'Aliga (2537 m), cafetería, restaurante, aseos, vista panorámica. Se trata de un refugio de montaña guardado, donde incluso se puede pernoctar.
- El Llac (1700 m), acceso por carretera, aparcamiento.

## Actividades en invierno
Aparte de la práctica del esquí alpino, se pueden realizar otras actividades:
- Excursiones en máquinas pisanieves (Fontcanaleta).
- Excursiones en moto de nieve (diurnas y nocturnas en Alabau).
- Mushing, trineos tirados por perros (Telecabina).
- Excursiones con raquetas de nieve (Telecabina/Tosa d'Alp)
- Tubbing (Telecabina y Coll de Pal).
- Pista de trineos (Pista Llarga).
- Cena y descenso a la luz de la luna (Telecabina/Niu de l'Aliga y Costa Rasa)
- Descenso nocturno con antorchas.
- Excursiones de marcha nórdica (diurnas y nocturnas).
- Excursiones en segway.
- Paseo en telecabina.
- Buceo en lagos con aguas heladas (Costa Rasa y Alabau).
- Parque de aventura en los árboles (Telecabina).
- Gimnasio para la práctica del fitness.
- Parque ARVA, prácticas de rescate de víctimas enterradas por aludes (Telecabina).
- Circuito termal (Pista Llarga).
- Láser tag.
- Bowling (Fontcanaleta).
- Terraza Chill out (Tarde/noche en Costa Rasa).
- Tri Snow La Molina

## Personas con diversidad funcional
La Molina tiene en cuenta las necesidades de las personas con discapacidades físicas, por lo que cuenta con unas instalaciones especialmente adaptadas para facilitar la estancia y la práctica del esquí alpino adaptado.
- Centro deportivo adaptado (1700 m): Aparcamiento, venta de forfaits, restaurante con autoservicio, aseos, alquiler de material, ascensor a pistas, enlace con estación de ferrocarril.
- Dispone de aparcamientos con plazas adaptadas en los núcleos Telecabina, Fontcanaleta, Pista Llarga, Roc Blanc, Alabau, el Llac y Coll de Pal, es decir, en todos los núcleos con acceso por carretera.
- Aseos adaptados en núcleos Telecabina y Costa Rasa.
- La telecabina de la Tosa y la red de telesillas (especialmente los desembragables), hacen que las instalaciones de transporte sean fácilmente accesibles.

## Eventos deportivos internacionales
En La Molina se han realizado pruebas internacionales como:
- Copa del Mundo de Esquí Alpino de 2008/09.
- IX Campeonato Mundial de Snowboard de 2011.
- Campeonatos del Mundo de Esquí Alpino para discapacitados en el año 2013.

## Historia
La Molina quizá se trate del centro invernal con más tradición entre los aficionados al esquí en Cataluña. El primer telesquí de España se instaló aquí el 28 de febrero de 1943, en la zona de Fontcanaleta. No obstante ya anteriormente a la instalación de esta primera instalación mecánica se practicaba el telemark desde el año 1908.
En el año 1922 llegó el primer tren a la estación de ferrocarril de La Molina, por lo que durante los años siguientes la estación ganó mucha popularidad, lo que llevó a que poco tiempo después se empezaran a realizar campeonatos y otras pruebas deportivas. Ante la creciente afición en el año 1925 se creó el primer alojamiento en la misma estación, el "Chalet del CEC" y en 1940 se creó el primer centro de asistencia médica para los accidentados en la práctica del esquí.
En la temporada 1946/47 se inauguraba la instalación del primer telesilla (de una plaza) en España, con el nombre "Turó de la Perdiu".
El año 1954 se inauguraba un telecabina de dos plazas que ascendía hasta una altitud de 2280 metros en el "Puig d'Alp", un año después a este ascenso se le dio continuidad con la instalación de un telesquí que ascendía hasta los 2536 metros de altitud de la Tosa d'Alp.
A finales de los años 50, esta estación ya contaba con 10 telesquís y 2 telesillas.
En 1960 la estación acogió el rodaje de la comedia Amor bajo cero.
En 1978 se unificaron todas las instalaciones en una única empresa con un único forfait.
En 1985 las dificultades económicas por las que pasaban las empresas propietarias de la estación, hicieron que la Generalidad de Cataluña se hiciera cargo de la estación, adquiriéndola a través de Ferrocarriles de la Generalidad de Cataluña (FGC), siendo todavía hoy esta empresa la gestora de La Molina. Tras el cambio en la gestión, se procedió a la instalación de la primera planta de innivación artificial mediante cañones de nieve de alta presión.
En 1986 se instala el primer telesilla de cuatro plazas del país. Entre 1987 y 1991 se instalaron tres telesillas más de cuatro plazas.
La Molina ha acogido varios mundiales de la FIS (Federación Internacional de Esquí).
Además en 2022 estrenó la pista negra más larga (4750 m de longitud) de la península.